# Münchwilen, Aargau
Münchwilen (schweizertyska: Münchwyle) är en ort och kommun i distriktet Laufenburg i kantonen Aargau, Schweiz. Kommunen har 1 070 invånare (2023).